# Nematocarcinoidea
Nematocarcinoidea é uma superfamília de crustáceos decápodes da infraordem Caridea, compreendendo quatro famílias: Eugonatonotidae, Nematocarcinidae, Rhynchocinetidae e Xiphocarididae. O agrupamento taxonómico distingue-se por apresentar epípodes em forma de alça em pelo menos três pares de pereiópodes e um processo molar achatado.

## Galeria

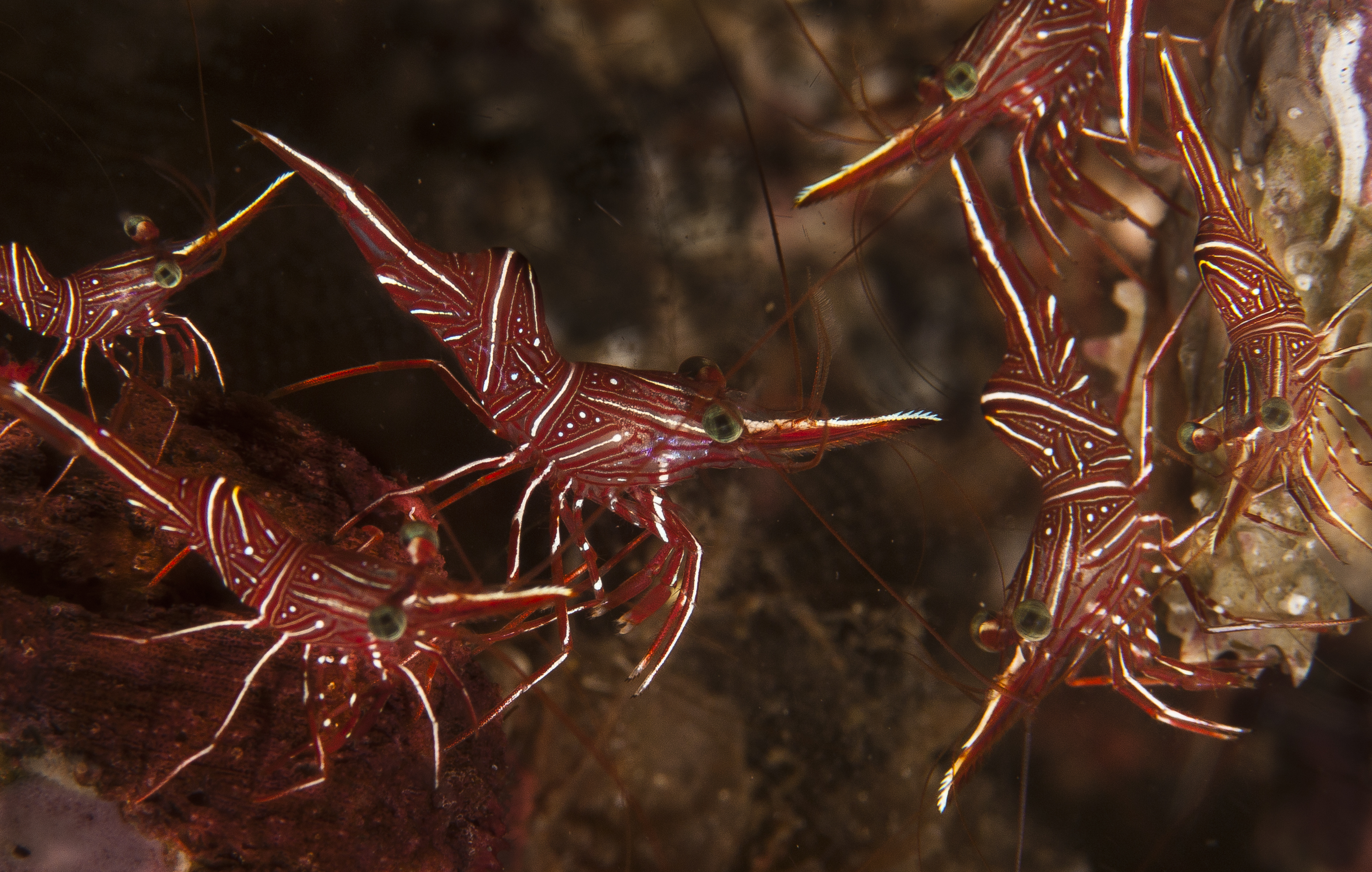
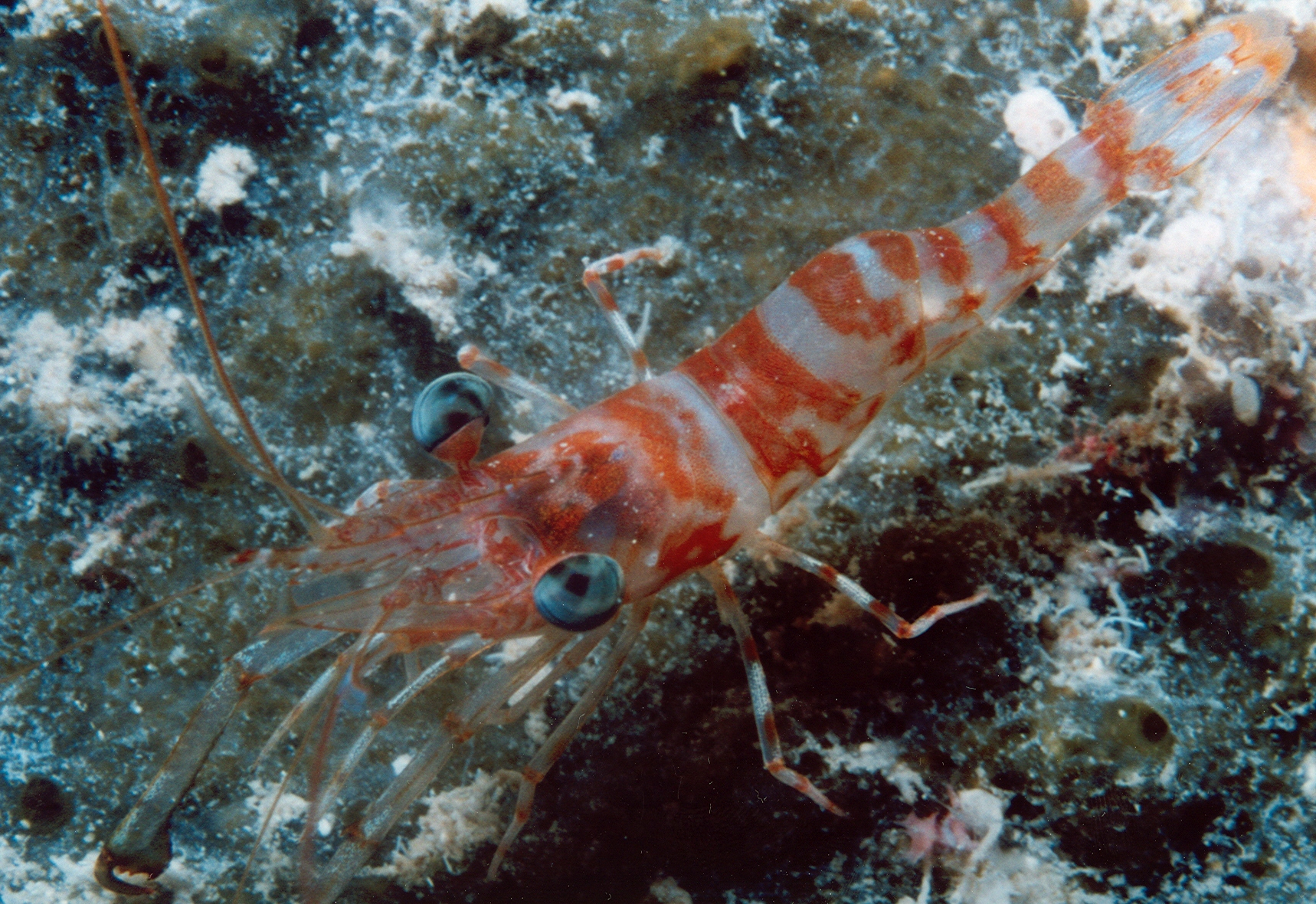
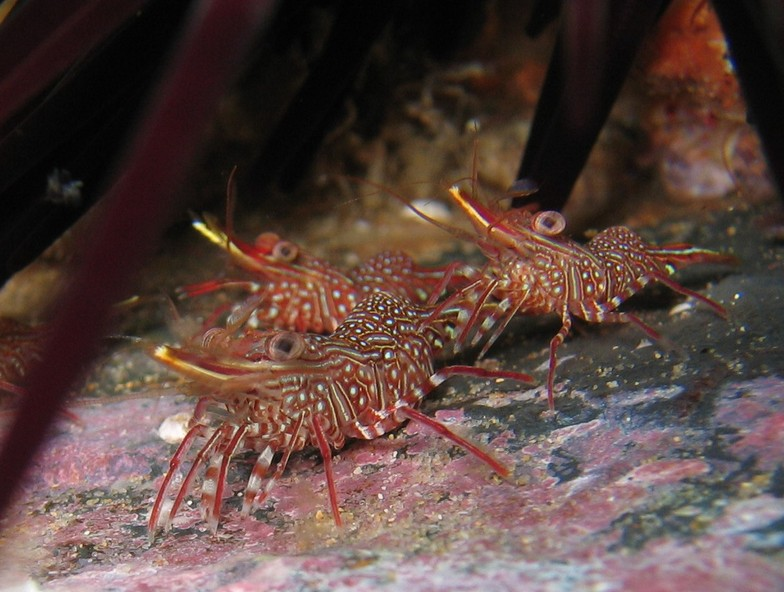
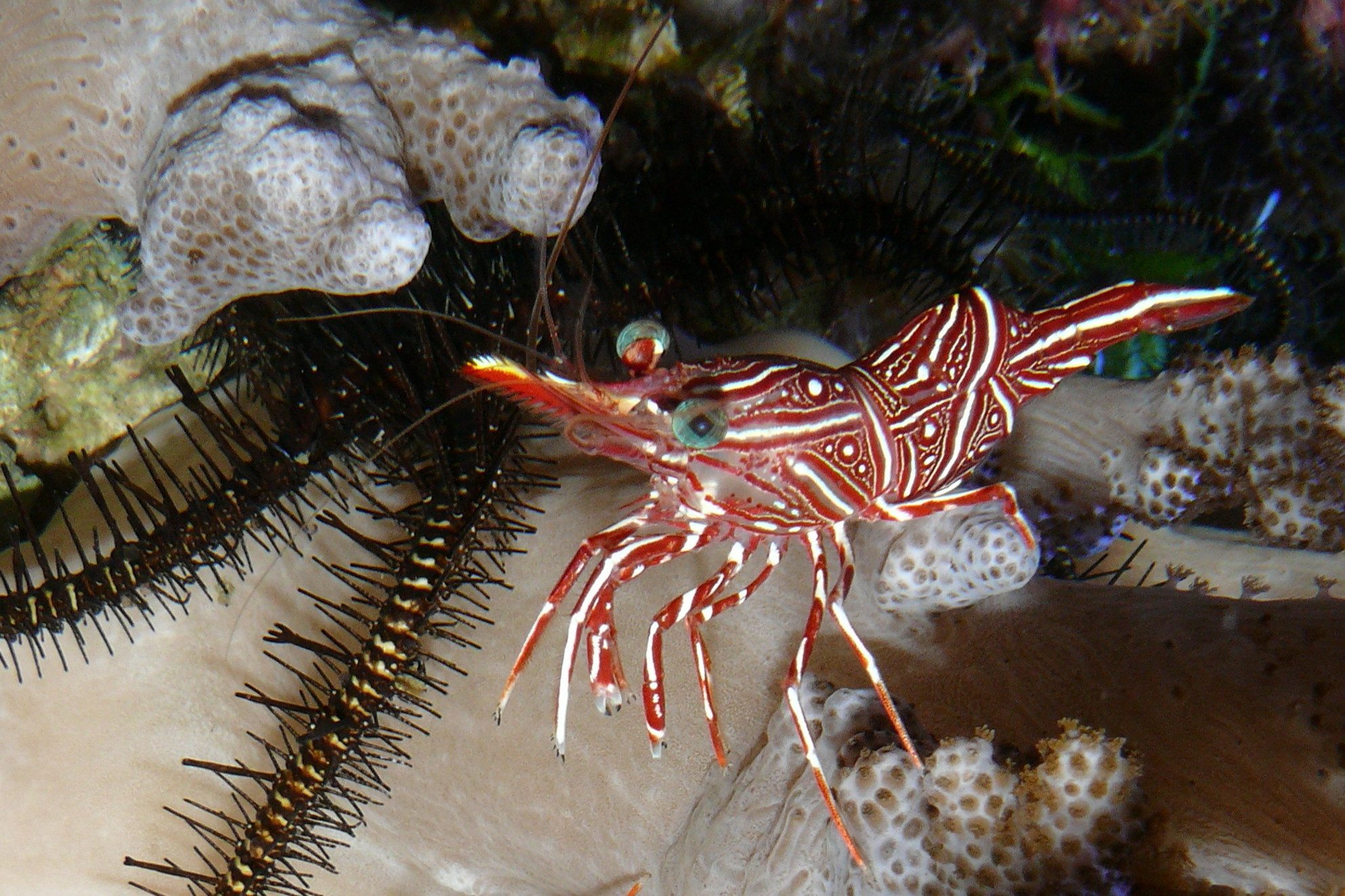
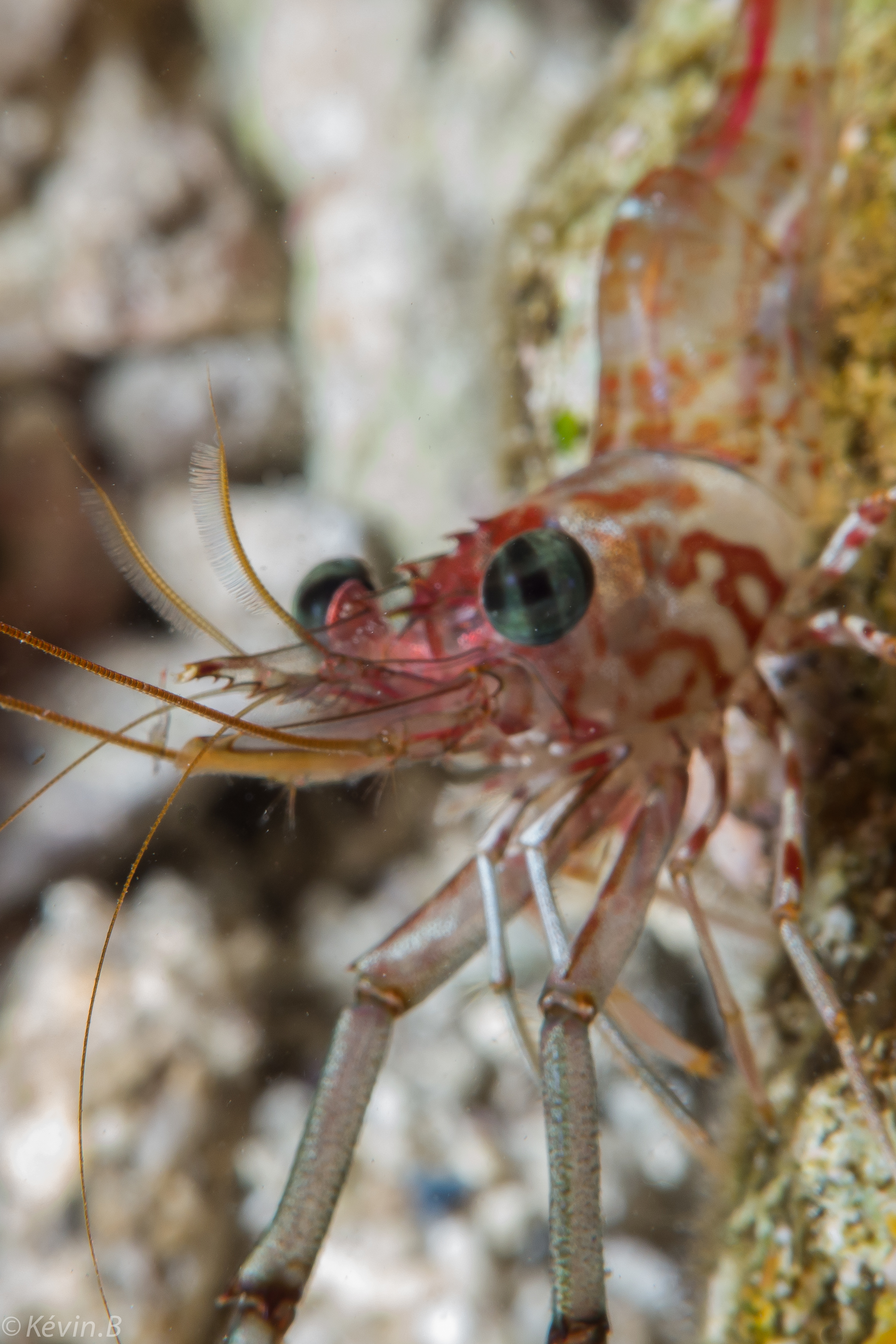
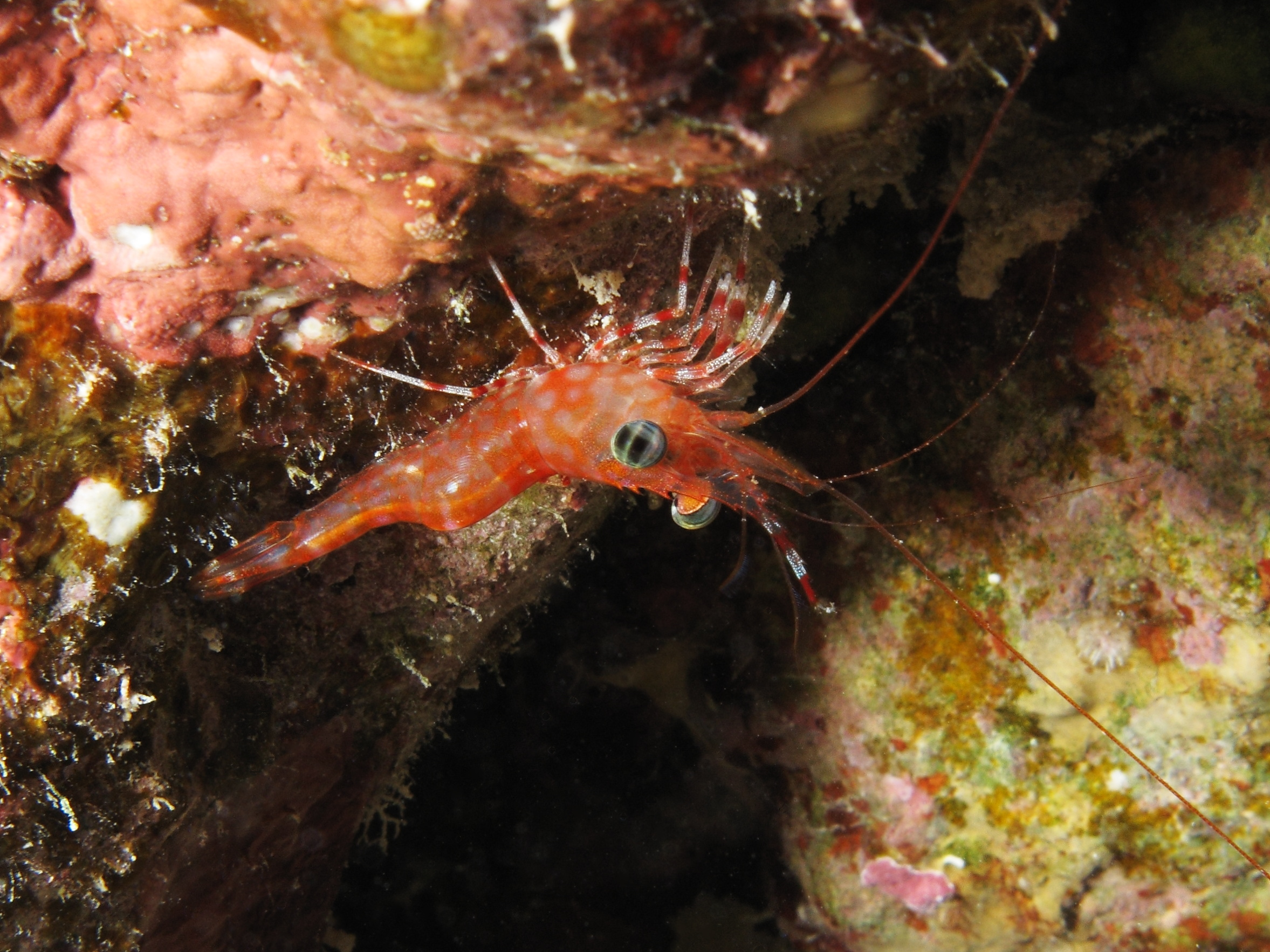